# 国道322号
国道322号（こくどう322ごう）は、福岡県北九州市小倉北区から久留米市に至る一般国道である。

## 概要
起点の城野交差点は国道10号と交差する交差点である。この交差点は北九州市小倉北区片野4丁目にあるが、この地域は1974年（昭和49年）に小倉区が南北分割された際JR九州日豊本線沿いに生じた境界地帯である。しかし、実際の交通の流れとしては、国道指定されていない黄金二丁目交差点からバイパスに接続する片野四丁目交差点までが国道322号と同じ扱いとなり、本線旧道とバイパスを結ぶ片野四丁目交差点から城野交差点までの区間は国道として指定されている。これは、北九州モノレールの整備に伴い、慢性的交通渋滞を緩和するため行われたものである。
起点から九州自動車道小倉南ICまでは北九州市の市街地を走る。小倉南IC以南からは住宅地は減り、小倉南区郊外の田園地帯となる。起点から田川郡香春町金辺峠までの本線・呼野バイパス区間は概ね両側4車線（片側2車線）の快走路で、モノレール開業を契機に段階的に拡張されていったものである。横を併走する残された本線旧道は片側1車線ずつの道路である。ただし、本線旧道でも城野交差点から陸上自衛隊小倉駐屯地入口前までの区間は幅員が広い。これは、路面電車である西鉄北方線が走っていたことの名残である。
北九州市と田川郡香春町境界に位置する金辺峠交差点で本線旧道とバイパスとが交わり、トンネル区間となる。トンネルを抜けると再び本線旧道とバイパスが分かれ、バイパス整備が進んでいる観音口交差点付近で再合流、片側1車線ずつの道路となる。ただ、安全のため観音口東交差点に近づくとバイパスも片側1車線しか通れないようになっている。長く観音口橋交差点までとなっていたバイパス道路であるが、2020年（令和2年）7月19日に田川市街地をショートカットできる香春大任バイパスが開通した。
北九州市から田川市に至る区間は、かつて炭鉱のあった筑豊地域を通過していたため、石炭輸送のために整備された。現在でも筑豊地方と北九州市を結ぶ主要道路であり、交通量が非常に多い。田川市街地を抜けると、嘉麻市山田市街地を通る。旧山田市地区を抜け、旧嘉穂町から朝倉市境界にあたる八丁峠区間はカーブが多く、道幅の狭い峠道であるため交通量は少ない。この区間は八丁トンネルを含む八丁峠道路が整備され、2019年（令和元年）11月16日に開通した。朝倉市に入ると秋月地区を通るが、城下町は迂回するルートになっている。朝倉市街地を抜けると、大刀洗町以後は改良された区間が続く。
久留米IC直前の区間は、建設事業中の国道3号バイパス鳥栖久留米道路の一部として計画されており、IC前後の区間は都市計画道路東合川野伏間線の一部である。高速道入口交差点の手前300 mに、高速道入口交差点をアンダーパスする福岡県道86号久留米筑後線の起点があるため、当該個所から高速道入口交差点までは、福岡県道86号久留米筑後線の副道扱いとなる。
高速道入口交差点で右折して終点の東町交差点までの区間はかつての国道210号である。久留米市街地を通るこの区間は、国道322号に降格となった現在でも交通量が多く、2車線区間（高速道入口 - 千本杉）や、4車線区間でも右折レーンが設置されていない箇所があり、朝夕を中心に渋滞しやすい。著名な渋滞箇所としては十三部交差点がある。一見T字路だが、T字路が2つ組み合わさった変則十字路となっていることも渋滞の一因であり、一般的な十字路に改良する計画がある。
ちなみに標高800 m以上の八丁峠、北九州 - 香春間の金辺峠などの峠区間もあり、夏は大雨によるがけ崩れ等の災害、冬は積雪や路面凍結による通行止め等の交通規制がなされることの多い国道である。通行止めになった場合は西の国道200号か東の国道211号に迂回することとなる。

### 路線データ
一般国道の路線を指定する政令に基づく起終点および重要な経過地は次のとおり。
- 起点：北九州市（小倉北区、城野交差点 = 国道10号交点）
- 終点：久留米市（東町交差点 = 国道3号交点、国道209号終点、国道325号起点）
- 重要な経過地：田川郡香春町、田川市、山田市[注釈 3]、嘉穂郡嘉穂町[注釈 3]、甘木市[注釈 4]
- 総延長 : 123.1 km（福岡県 97.0 km、北九州市 26.1 km）重用延長を含む。[4][注釈 5]
- 重用延長 : 0.1 km（福岡県 0.1 km、北九州市 - km）[4][注釈 5]
- 未供用延長 : なし[4][注釈 5]
- 実延長 : 123.0 km（福岡県 96.9 km、北九州市 26.1 km）[4][注釈 5]
  - 現道 : 83.8 km（福岡県 67.5 km、北九州市 16.3 km）[4][注釈 5]
  - 旧道 : 16.6 km（福岡県 6.7 km、北九州市 9.8 km）[4][注釈 5]
  - 新道 : 22.6 km（福岡県 22.6 km、北九州市 - km）[4][注釈 5]
- 指定区間：なし[5]

## 歴史
- 7世紀 - 大宰府と豊前国・大和朝廷を結ぶ街道として原形ができる。
- 8世紀 - 東大寺大仏建立のため、採銅所の銅が運ばれる。
- 1967年（昭和42年） - 北九州市小倉南区 - 田川郡香春町の金辺峠に新金辺トンネル開通。
- 1970年（昭和45年）4月1日 - 一般国道322号（福岡県北九州市 - 福岡県久留米市）として指定。
- 1989年（平成元年） - 呼野バイパスの整備により、金辺峠に上り専用の第二金辺トンネルが開通。新金辺トンネルは下り専用となる。
- 2016年（平成28年）2月27日 - 甘木大刀洗バイパス開通。
- 2019年（令和元年）11月16日 - 八丁峠道路開通[2]。
- 2020年（令和2年）7月19日 - 香春大任バイパス全線開通[1]。
- 2021年（令和3年）3月30日 - 千手バイパスの旧道と八丁峠道路の旧道のうち、嘉麻市の区間の国道指定が解除[6]。
- 2022年（令和4年）4月1日 - 福岡県告示第319号により、八丁峠道路の旧道のうち、朝倉市の区間の国道指定が解除[7]。

## 路線状況

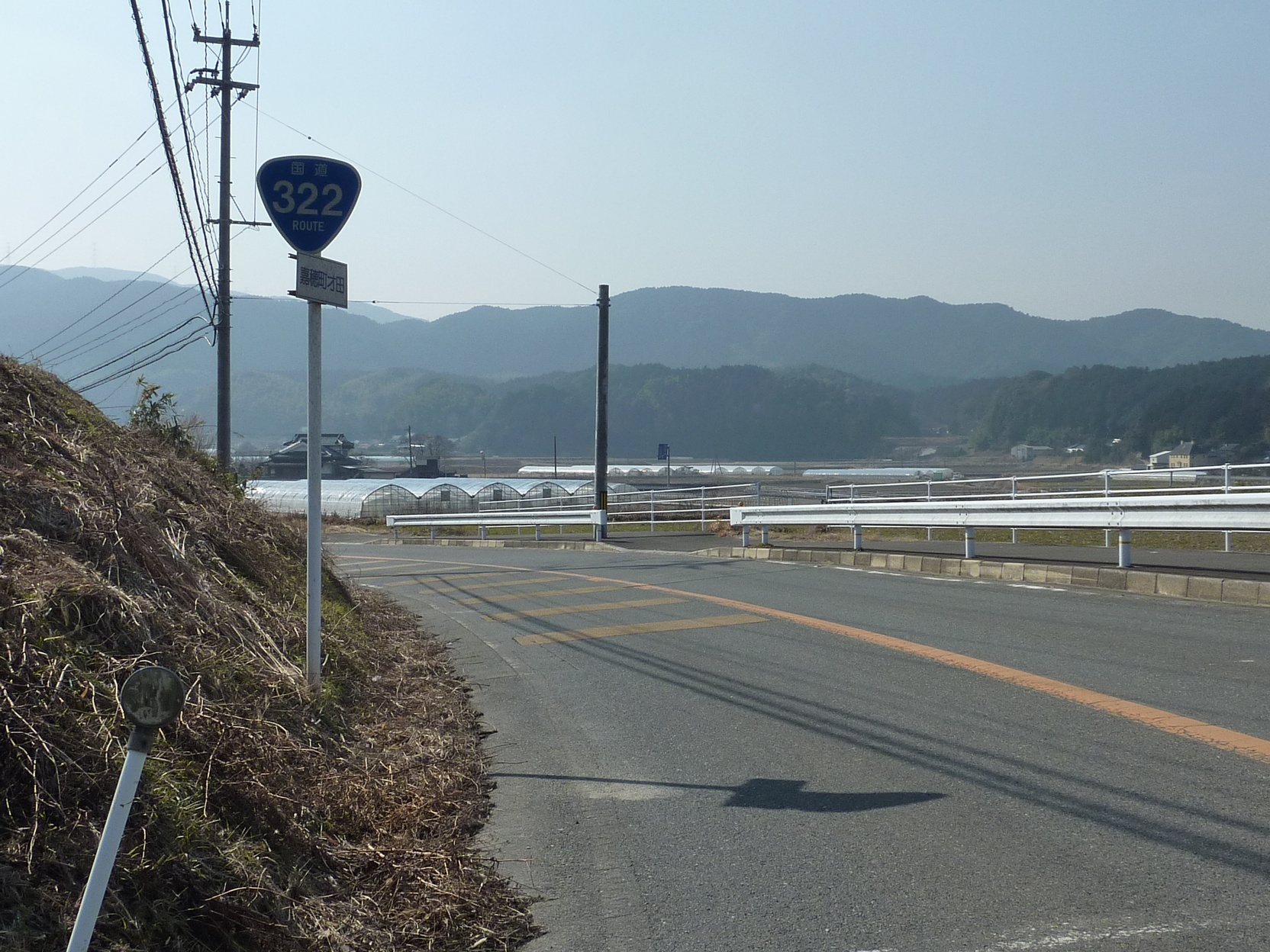
嘉麻市嘉穂才田（秋月方面）

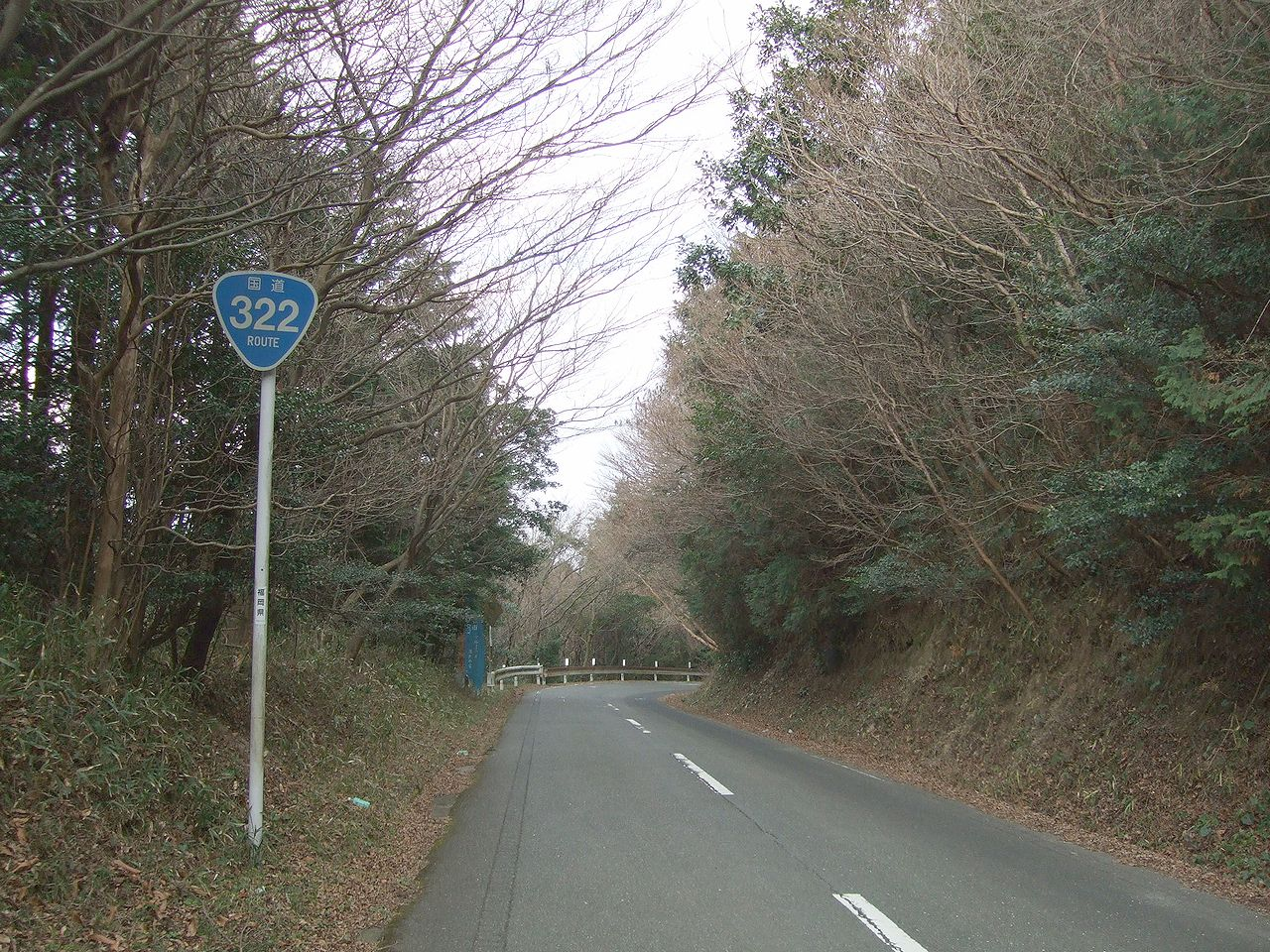
八丁峠。朝倉市秋月野鳥（嘉麻方面）

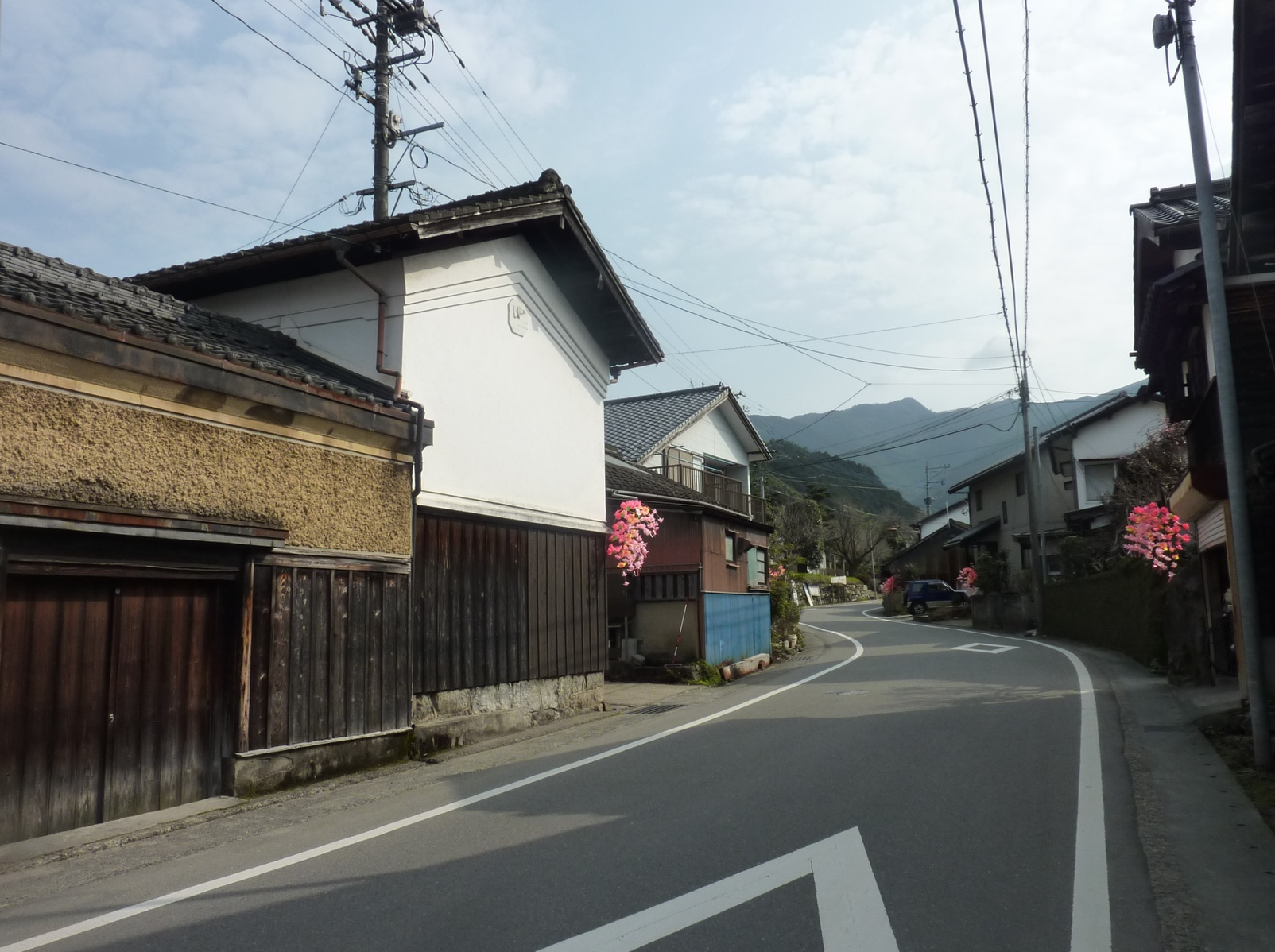
旧道の秋月城下町（重要伝統的建造物群保存地区、嘉麻方面）

### 別名
- 香春街道
- 猪膝街道
- 秋月街道
- 石橋文化センター通り（久留米市）

### バイパス
- 北九州市内

北九州市内についてはモノレール開業に伴い、本線・バイパス・国道外道路が複雑に入り組み、交通運用上で一体のものとして扱われている。
徳力小学校入口交差点 - 大字高津尾のヤマト運輸営業所近くまでは本線を拡幅している。また、黄金二丁目交差点 - 片野四丁目交差点は国道に指定されていないが延長区間上にあり、交通運用上は一体のものとして扱われ、国道10号重複区間の渋滞緩和の役割を担っている。
- 北方バイパス

片野四丁目交差点 - 徳力小学校入口交差点先、モノレール開業に合わせて整備。片側2車線の4車線として整備されており、交通運用上実質本線扱いである。本線旧道も残っているが、旧西鉄北方線区間は、自動車をバイパスへ誘導し歩道を確保するため、車線あたりの幅員を広げた上で片側1車線化した。
- 呼野バイパス

小倉南区高津尾から同区呼野までの区間。片側2車線の4車線として整備されており、交通運用上実質本線扱いである。本線旧道も残っている。
- 香春バイパス - 香春大任バイパス - 田川バイパス

小倉南区呼野から田川市猪国までの区間。「香春バイパス」は金辺峠 - 観音口東 - 観音口橋交差点の区間、「香春大任バイパス」は観音口東交差点 - 下今任南交差点の区間、「田川バイパス」は下今任南交差点 - 田川市猪国の区間である。この3区間が全線開通したことにより、田川地区において交通集中が著しい香春町と田川市の市街地を回避するバイパスルートが完成した。香春大任バイパスは長らく未開通であったが、2020年（令和2年）7月19日に全線開通した。香春大任バイパスについては2020年度（令和2年度）より4車線化事業に着手した。
- 山田バイパス

嘉麻市上山田地区から山田地区の市街地をバイパスし、八丁峠を通らない新ルート建設が1990年代から計画された。2010年（平成22年）10月の段階では、分岐点（田川市大字猪国）から嘉麻市山田球場への3.2 kmが供用されている。
- 嘉麻バイパス

前述の山田バイパスと大隈交差点を結ぶ路線。現在は未開通。2027年度（令和9年度）開通予定。大隈峠にある線形不良個所や、高さ制限のある副楽隧道を回避する目的で整備される。
- 千手バイパス

嘉麻市の千手地区をバイパスする路線。香春大任バイパスや八丁峠道路の開通による交通量の増加を見越して、現道の西側に整備される。2016年度（平成28年度）供用。
- 八丁峠道路

狭隘路が多く残り、崩落等の災害、積雪・凍結等による通行規制がかかりやすい八丁峠をバイパスする道路。2019年（令和元年）11月16日に開通。
- 甘木バイパス

西鉄甘木駅のクランクを解消し、合わせて朝倉市馬田の東田交差点までを2車線両側歩道に拡幅する延長1.8 kmのバイパスで2017年度（平成29年度）事業化。
- 甘木大刀洗バイパス

朝倉市（旧甘木市）馬田から大刀洗町本郷の陣内交差点までのバイパス。幅員狭小、線形不良、踏切などを改善する目的で計画され、2016年（平成28年）2月27日に開通した。
- 第2大刀洗バイパス

### 経路変更区間
- 朝倉市秋月地区：旧道は野鳥川に沿って秋月藩の城下町を貫く。
- 大刀洗町本郷地区：陣内交差点から流川交差点の区間。旧道は本郷地区の中心部を通るが、本郷交差点、浄蓮寺前交差点と2か所で右左折する必要があった。
- 久留米市宮ノ陣町八丁島から終点：旧道は大刀洗川に沿って下り、古賀茶屋駅から五郎丸駅まで西鉄甘木線に並走し、宮ノ陣橋から現在の福岡県道88号久留米小郡線の経路となり、通町十丁目交差点で国道3号に接続して終点となっていた。その後一時期は中央公園通りが当国道に指定されていたこともあった。久留米ICの先の高速道入口交差点から終点までの区間はかつての国道210号であるが、その名残として、朝倉市方面の案内標識に国道210号のルートである日田市や大分市までの距離が示されているところがある。

### 重複区間
- 国道500号（朝倉市長谷山・長谷山交差点 - 朝倉市馬田・東田交差点）

### 道路施設

#### トンネル
起点から
- 新金辺トンネル（下り線）：延長590 m、1967年（昭和42年）竣工、北九州市小倉南区 - 田川郡香春町
- 第二金辺トンネル（上り線）：延長850 m、1989年（平成元年）竣工、北九州市小倉南区 - 田川郡香春町
- 副楽隧道（高さ制限有）：延長87 m、1900年（明治29年）竣工（1958年（昭和33年）改修）、嘉麻市
- 山田トンネル（嘉麻バイパス）： 延長431m、2023年（令和5年）竣工、嘉麻市[13]
- 大隈トンネル（嘉麻バイパス）： 延長613ｍ、2025年（令和7年）竣工予定、嘉麻市[14]
- 八丁トンネル：延長3,791 m、2019年（令和元年）竣工、嘉麻市 - 朝倉市

## 地理

### 通過する自治体
- 福岡県
  - 北九州市（小倉北区 - 小倉南区）- 田川郡香春町 - 田川市 - 田川郡川崎町 - 田川市 - 嘉麻市 - 朝倉市 - 三井郡大刀洗町 - 久留米市 - 小郡市 - 久留米市
  - 支線（田川バイパス）：田川郡大任町 - 田川郡川崎町 - 田川市

### 交差する道路
| 交差する道路                                                                         | 市町村名 | 市町村名 | 交差する場所   | 交差する場所           |
| ------------------------------------------------------------------------------------ | -------- | -------- | -------------- | ---------------------- |
| 国道10号 国道322号 / 支線                                                            | 北九州市 | 小倉北区 | 片野4丁目      | 城野交差点 / 起点      |
| 福岡県道51号曽根鞘ヶ谷線 重複区間起点                                                | 北九州市 | 小倉南区 | 北方2丁目      | 北方2丁目交差点        |
| 福岡県道51号曽根鞘ヶ谷線 重複区間終点                                                | 北九州市 | 小倉南区 | 北方2丁目      | 競馬場入口交差点       |
| 福岡県道257号井手浦徳力線                                                            | 北九州市 | 小倉南区 | 徳力3丁目      | 徳力公団入口交差点     |
| 北九州市主要地方道徳力葛原線                                                         | 北九州市 | 小倉南区 | 徳力7丁目      | 桜橋北交差点           |
| 福岡県道63号長行田町線 福岡県道269号合馬長行線                                       | 北九州市 | 小倉南区 | 長行東2丁目    | 長行交差点             |
| 福岡県道61号小倉中間線                                                               | 北九州市 | 小倉南区 | 徳吉西3丁目    | 徳光交差点             |
| E3 九州自動車道                                                                      | 北九州市 | 小倉南区 | 大字高津尾     | 3 小倉南IC             |
| 福岡県道256号新導寺曽根線                                                            | 北九州市 | 小倉南区 | 大字木下       | 新導寺小学校北交差点   |
| 福岡県道257号井手浦徳力線                                                            | 北九州市 | 小倉南区 | 大字新道寺     | 井手浦浄水場入口交差点 |
| 福岡県道28号直方行橋線                                                               | 北九州市 | 小倉南区 | 大字木下       | 平尾台入口交差点       |
| 福岡県道258号呼野道原徳吉線                                                          | 北九州市 | 小倉南区 | 大字呼野       |                        |
| 国道322号 / バイパス                                                                 | 田川郡   | 香春町   | 大字採銅所     | 金辺峠交差点           |
| 福岡県道429号採銅所停車場線                                                          | 田川郡   | 香春町   | 大字採銅所     |                        |
| 福岡県道64号苅田採銅所線                                                             | 田川郡   | 香春町   | 大字採銅所     | 金辺橋北交差点         |
| 福岡県道405号香春糸田線                                                              | 田川郡   | 香春町   | 大字香春       |                        |
| 国道201号                                                                            | 田川郡   | 香春町   | 大字高野       | 清瀬橋交差点           |
| 福岡県道52号八女香春線                                                               | 田川郡   | 香春町   | 大字高野       | 香春交差点             |
| 福岡県道456号金田夏吉伊田線                                                          | 田川市   | 田川市   | 大字夏吉       | 東町交差点             |
| 福岡県道22号田川直方線 福岡県道455号今任原伊田線                                     | 田川市   | 田川市   | 大字伊田       | 伊田大橋交差点         |
| 福岡県道41号伊田停車場線                                                             | 田川市   | 田川市   | 伊田町         |                        |
| 福岡県道457号川宮伊田線                                                              | 田川市   | 田川市   | 新町           | 伊田日の出町交差点     |
| 福岡県道420号金田糸田田川線                                                          | 田川市   | 田川市   | 桜町           | 桜町交差点             |
| 福岡県道95号添田赤池線 重複区間起点 福岡県道432号後藤寺停車場線                      | 田川市   | 田川市   | 本町           | 後藤寺本町交差点       |
| 福岡県道454号今任原奈良線                                                            | 田川市   | 田川市   | 上本町         | 上本町交差点           |
| 福岡県道95号添田赤池線 重複区間終点                                                  | 田川郡   | 川崎町   | 大字池尻       | 三ケ瀬交差点           |
| 福岡県道458号位登糸田線                                                              | 田川市   | 田川市   | 大字位登       | 猪位金交差点           |
| 福岡県道423号川崎猪国線                                                              | 田川市   | 田川市   | 大字猪国       |                        |
| 国道322号 / バイパス                                                                 | 田川市   | 田川市   | 大字猪国       |                        |
| 福岡県道414号鶴三緒田川線 福岡県道417号猪国豊前桝田停車場線                          | 田川市   | 田川市   | 大字猪国       |                        |
| 福岡県道441号熊ヶ畑上山田線                                                          | 嘉麻市   | 嘉麻市   | 上山田         | 大橋交差点             |
| 国道211号                                                                            | 嘉麻市   | 嘉麻市   | 大隈町         | 大隈交差点             |
| 福岡県道90号穂波嘉穂線                                                               | 嘉麻市   | 嘉麻市   | 大隈町         | 大隈交差点             |
| 福岡県道413号千手稲築線                                                              | 嘉麻市   | 嘉麻市   | 千手           |                        |
| 福岡県道66号桂川下秋月線 重複区間起点                                                | 朝倉市   | 朝倉市   | 秋月           |                        |
| 福岡県道66号桂川下秋月線 重複区間終点                                                | 朝倉市   | 朝倉市   | 秋月           |                        |
| 国道500号 重複区間起点 福岡県道594号女男石野町線                                     | 朝倉市   | 朝倉市   | 長谷山         | 長谷山交差点           |
| 国道386号                                                                            | 朝倉市   | 朝倉市   | 持丸           | 持丸北交差点           |
| 福岡県道・大分県道112号福岡日田線                                                    | 朝倉市   | 朝倉市   | 甘木           | 朝倉総合庁舎入口交差点 |
| 福岡県道523号甘木停車場線 重複区間起点                                               | 朝倉市   | 朝倉市   | 庄屋町         | 甘鉄駅前交差点         |
| 福岡県道523号甘木停車場線 重複区間終点                                               | 朝倉市   | 朝倉市   | 甘木           | 庄屋町交差点           |
| 国道500号 重複区間終点 福岡県道8号馬田頓田線                                         | 朝倉市   | 朝倉市   | 馬田           | 東田交差点             |
| 福岡県道592号下浦甘木線                                                              | 朝倉市   | 朝倉市   | 下浦           |                        |
| 福岡県道743号中尾大刀洗線                                                            | 三井郡   | 大刀洗町 | 大字本郷       | 陣内交差点             |
| 福岡県道・佐賀県道132号本郷基山停車場線 福岡県道509号塔ノ瀬十文字小郡線 重複区間起点 | 三井郡   | 大刀洗町 | 大字本郷       | 本郷交差点             |
| 福岡県道509号塔ノ瀬十文字小郡線 重複区間終点                                         | 三井郡   | 大刀洗町 | 大字本郷       | 一丁田交差点           |
| 福岡県道583号上高橋野町線                                                            | 三井郡   | 大刀洗町 | 大字上高橋     |                        |
| 福岡県道740号上高橋善導寺停車場線                                                    | 三井郡   | 大刀洗町 | 大字上高橋     |                        |
| 佐賀県道・福岡県道14号鳥栖朝倉線 重複区間起点                                        | 三井郡   | 大刀洗町 | 大字上高橋     |                        |
| 佐賀県道・福岡県道14号鳥栖朝倉線 重複区間終点                                        | 三井郡   | 大刀洗町 | 大字鵜木       | 鵜木交差点             |
| 福岡県道53号久留米筑紫野線                                                           | 三井郡   | 大刀洗町 | 大字下高橋     | 彼坪交差点             |
| 福岡県道737号吹上北野線                                                              | 小郡市   | 小郡市   | 平方           | 平方陸橋交差点         |
| 福岡県道81号久留米浮羽線 福岡県道738号二森石崎線                                     | 久留米市 | 久留米市 | 宮ノ陣町八丁島 | 八丁島交差点           |
| 国道210号                                                                            | 久留米市 | 久留米市 | 東合川1丁目    | 野々下交差点           |
| E3 九州自動車道                                                                      | 久留米市 | 久留米市 | 東合川3丁目    | 10 久留米IC            |
| 福岡県道86号久留米筑後線                                                             | 久留米市 | 久留米市 | 御井旗崎1丁目  | 御井旗崎1丁目交差点    |
| 福岡県道53号久留米筑紫野線                                                           | 久留米市 | 久留米市 | 御井旗崎1丁目  | 高速道入口交差点       |
| 福岡県道800号湯ノ原合川線                                                            | 久留米市 | 久留米市 | 合川町         | 十三部交差点           |
| 国道3号 国道209号                                                                    | 久留米市 | 久留米市 | 東町           | 東町交差点 / 終点      |
| 支線（北九州市小倉北区片野4丁目 - 北九州市小倉南区森恒本町3丁目）                    |          |          |                |                        |
| 国道10号 国道322号 支線起点                                                          | 北九州市 | 小倉北区 | 片野4丁目      | 城野交差点             |
| 北九州高速1号線                                                                      | 北九州市 | 小倉南区 | 下城野2丁目    | 104 北方出入口         |
| 福岡県道51号曽根鞘ヶ谷線                                                             | 北九州市 | 小倉南区 | 北方4丁目      | 競馬場前交差点         |
| 国道322号 支線終点                                                                   | 北九州市 | 小倉南区 | 守恒本町3丁目  | 徳力小学校入口交差点   |
| 旧道（北九州市小倉南区大字高津尾 - 北九州市小倉南区大字呼野）                        |          |          |                |                        |
| 国道322号 旧道起点                                                                   | 北九州市 | 小倉南区 | 大字高津尾     |                        |
| 福岡県道28号直方行橋線 重複区間起点                                                  | 北九州市 | 小倉南区 | 大字新道寺     |                        |
| 福岡県道28号直方行橋線 重複区間終点                                                  | 北九州市 | 小倉南区 | 大字木下       | 平尾台入口西交差点     |
| 国道322号 旧道終点                                                                   | 北九州市 | 小倉南区 | 大字呼野       |                        |
| バイパス（田川郡香春町大字大字採銅所 - 田川市大字猪国）                              |          |          |                |                        |
| 国道322号 バイパス起点                                                               | 田川郡   | 香春町   | 大字採銅所     | 金辺峠交差点           |
| 福岡県道64号苅田採銅所線                                                             | 田川郡   | 香春町   | 大字採銅所     | [ 注釈 7 ]             |
| 国道201号                                                                            | 田川郡   | 香春町   | 大字鏡山       | 鏡山東交差点           |
| 福岡県道418号英彦山香春線                                                            | 田川郡   | 香春町   | 大字高野       | 香泉荘前交差点         |
| 福岡県道418号英彦山香春線                                                            | 田川郡   | 香春町   | 大字中津原     |                        |
| 福岡県道204号田川犀川線                                                              | 田川郡   | 香春町   | 大字柿下       |                        |
| 福岡県道52号八女香春線                                                               | 田川郡   | 大任町   | 大字今任原     | 下今任南交差点         |
| 福岡県道453号庄伊田線                                                                | 田川市   | 田川市   | 大字伊加利     | 田中交差点             |
| 福岡県道454号今任原奈良線                                                            | 田川市   | 田川市   | 大字伊加利     | 田中西交差点           |
| 福岡県道67号田川桑野線                                                               | 田川市   | 田川市   | 大字伊加利     |                        |
| 福岡県道454号今任原奈良線                                                            | 田川市   | 田川市   | 大字伊加利     | 伊加利交差点           |
| 福岡県道95号添田赤池線                                                               | 田川郡   | 添田町   | 大字田原       | 田原交差点             |
| 福岡県道423号川崎猪国線 重複区間起点                                                 | 田川市   | 田川市   | 大字猪国       |                        |
| 福岡県道423号川崎猪国線 重複区間起点                                                 | 田川市   | 田川市   | 大字猪国       |                        |
| 国道322号 バイパス終点                                                               | 田川市   | 田川市   | 大字猪国       |                        |
| バイパス（田川市大字猪国 - 嘉麻市上山田）                                            |          |          |                |                        |
| 国道322号 バイパス起点                                                               | 田川市   | 田川市   | 大字猪国       | 猪国交差点             |
| 福岡県道402号飯塚山田線                                                              | 嘉麻市   | 嘉麻市   | 下山田         | 下山田交差点           |
| 国道322号 バイパス終点                                                               | 嘉麻市   | 嘉麻市   | 上山田         | 大橋北交差点           |
| 旧道（朝倉市秋月 - 朝倉市長谷山）                                                    |          |          |                |                        |
| 国道322号 旧道起点                                                                   | 朝倉市   | 朝倉市   | 秋月           |                        |
| 福岡県道66号桂川下秋月線 福岡県道80号甘木朝倉田主丸線                                | 朝倉市   | 朝倉市   | 秋月           |                        |
| 国道322号 旧道終点                                                                   | 朝倉市   | 朝倉市   | 長谷山         |                        |

### 交差する鉄道
- 日豊本線
- 日田彦山線
- 平成筑豊鉄道伊田線
- 平成筑豊鉄道糸田線
- 後藤寺線
- 西鉄甘木線

### 峠
起点から
- 金辺峠（北九州市小倉南区 - 田川郡香春町）
- 八丁峠（嘉麻市 - 朝倉市）